# Elaeocarpus acrantherus
Elaeocarpus acrantherus är en tvåhjärtbladig växtart som beskrevs av Merrill. Elaeocarpus acrantherus ingår i släktet Elaeocarpus och familjen Elaeocarpaceae. Inga underarter finns listade i Catalogue of Life.